# Tauschia alpina
Tauschia alpina là một loài thực vật có hoa trong họ Hoa tán. Loài này được (J.M. Coult. & Rose) Mathias miêu tả khoa học đầu tiên.